# Delphinium iliense
Delphinium iliense är en ranunkelväxtart som beskrevs av Ernst Huth. Delphinium iliense ingår i släktet storriddarsporrar, och familjen ranunkelväxter. Inga underarter finns listade i Catalogue of Life.